# Pinkpop 1984
Pinkpop 1984 werd gehouden op maandag 11 juni 1984 op het Sportpark Burgemeester Damen in Geleen. Het was de vijftiende van zeventien edities van het Nederlands muziekfestival Pinkpop in Geleen, waar ook de eerste editie plaatsvond. Het weer was zonnig en er waren 20.000 bezoekers.

## Optredens
- Rick Nolov Band
- Billy Bragg
- Wang Chung
- The Pretenders
- Marillion
- Dio
- John Hiatt + Nick Lowe
- Big Country
- Jimmy Cliff